# Oliver Wyman
Oliver Wyman est une firme de conseil en stratégie, basée à New York.
Oliver Wyman fait partie du Groupe Oliver Wyman qui inclut également NERA Economic Consulting et Lippincott.

## Histoire
La société de conseil Oliver, Wyman & Company est fondée à New York en 1984 par Alex Oliver, Chuck Bralver et Bill Wyman, auparavant employés par Booz Allen Hamilton. Le 9 mai 2007, Mercer Oliver Wyman, Delta Consulting et Mercer Management Consulting (filiale de Marsh & McLennan Companies) fusionnent pour créer Oliver Wyman, une firme pesant alors 1,5 milliard $.
Le 20 mars 2008, Oliver Wyman intègre Hemeria, cabinet de conseil en performance opérationnelle.